# Happiness (Elliott Smith)
Happiness è un brano di Elliott Smith. La canzone è il primo singolo estratto dal quinto album del cantautore Figure 8 del 2000.

## Tracce
1. Happiness (single version) - 5:17
2. Son of Sam (acoustic version) - 3:04